# Matiacos

El limes romano del Rin y los pueblos germanos de la Germania libera a mediados del, apareciendo los matiacos frente a la ciudad de Mogumtiacum (actual Maguncia).

Los matiacos fueron una tribu germana que se separó de los catos y se estableció en la margen derecha del rio Rhin, en las proximidades de la actual ciudad de Wiesbaden (antigua Aquae Mattiacorum). En el año 69 se unieron a la rebelión de los bátavos contra el imperio romano. Posteriormente fueron aliados de los romanos.

## Territorio
En el siglo I a. C., el territorio de los matiacos se extendía en la orilla oriental del  Rhin, en las proximidades de Wiesbaden, entre las ciudades de Maguncia y Frankfurt. Dominaban la desembocadura rio Meno en el Rhin.  En el siglo I d. C. en sus proximidades se asentaban los siguientes pueblos germanos:
- Marsios, Usipetes y Sicambrios, al norte.
- Catos y marcomanos al este.
- Nemetes, suevos y variscos (nariscos) al sur.

El territorio situado al oeste de los matiacos, en el margen occidental del Rhin, pertenecía al imperio romano que mantenía una guarnición permanente en la ciudad de Moguntiacum, actual Maguncia.
En época de Claudio, el Imperio reclutó entre los matiacos la Cohors II Mattiacorum, unidad auxiliar miliaria de infantería, destinada a guarnecer la provincia Mesia Inferior.

## Rebelión de los bátavos
La rebelión de los bátavos a la que se unieron los matiacos y otros pueblos gérmanos fue liderada por Julio Civilis en el año 60. Inicialmente tuvo éxito, pero la respuesta romana obligó a Civilis a retirarse y firmar un tratado de paz con el general rómano Quinto Petilio Cerial. A partir de entonces el territorio de los matiacos, aunque estaba situado al este del Rhin, se romanizó progresivamente.

## Descripción por Tácito
Tácito (55-120 d. C.) en su obra De origine et situ Germanorum escrita alrededor del año 98 d. C., hace la siguiente descripción de los matiacos.

Los bátavos son los más valerosos de estas naciones. No tienen mucha tierra en la ribera del Rhin, pero ocupan una isla de él. Antiguamente fue pueblo de los catos, y, por las disensiones que hubo entre ellos, pasó a estas tierras, para hacerse en ellas parte del imperio romano. Quédales la honra y el testimonio de la compañía antigua, porque no los tratan con menosprecio con la carga de los tributos, ni los cogedores los molestan y maltratan. Viven libres de cargas y de imposiciones, y solamente, apartados de los demás para el uso de las batallas, se guardan y reservan como armas para las guerras. Este mismo reconocimiento hacen los matiacos. Que la grandeza del pueblo romano llegó a extender la reverencia y respeto del imperio más allá del Rhin y de los términos antiguos. Y así, aunque viven de la otra parte en su ribera y términos, con todo eso se nos inclina su ánimo y voluntad. Y en todo son semejantes a los bátavos, salvo que, como gente que goza del suelo y cielo de su tierra, son más animosos y feroces.